# Otto Gardner
Otto Gardner (* um 1950) ist ein US-amerikanischer Jazzmusiker (Kontrabass).

## Leben und Wirken
Gardner kam in den 1970er-Jahren in die damalige Loftszene New Yorks. In dieser Zeit arbeitete er u. a. mit Arthur Rhames; erste Aufnahmen entstanden 1985 mit dem Pianisten Ray Rettig. 1992 war er Gründungsmitglied des Schenectady beheimateten Empire Jazz Orchestra, dem er 22 Jahre angehörte und wo er mit Gästen wie Jimmy Heath, Lew Soloff, Curtis Fuller, Rufus Reid und Benny Golson auftrat.
Gegenwärtig ist er Mitglied der Formation Scatter the Atoms That Remain, mit Jovan Alexandre (Tenorsaxophon), Davis Whitfield (Piano) und Franklin Kiermyer (Drums), mit der er auch in Deutschland tourte. Im Bereich des Jazz war er zwischen 1985 und 2015 an zehn Aufnahmesessions beteiligt, unter anderem mit Dan Dobek (The Coat of Many Colors, 1994), Erica Lindsay (Yes (Live at the Rosendale Cafe), 2001), Colleen Pratt & The Empire Jazz Orchestra, Brian Patneaude und Franklin Kiermyer (Closer to the Sun).
Nachdem er zuvor als Lehrer in den nordwestlichen Bundesstaaten, in Kalifornien und in Kanada tätig war, lehrte er seit 2010 als außerordentlicher Professor an der Jazzabteilung des Bard College.